# Clubiona excavata
Clubiona excavata là một loài nhện trong họ Clubionidae.
Loài này thuộc chi Clubiona. Clubiona excavata được William Joseph Rainbow miêu tả năm 1920.